# チョルム県
チョルム県(チョルムけん、トルコ語: Çorum ili)は、トルコ中北部、黒海地方の県。北からスィノプ、サムスン、アマスィヤ、ヨズガト、クルクカレ、チャンクル、カスタモヌの各県と接している。また、黒海地方ではあるが、内陸に位置しており、中央アナトリアの特徴を持っている。
歴史的に5000年前のから重要な場所があり、自然環境も特徴的である。

## 地理
チョルムは高い高原に、入り組んだ山地の地形である。幾つかの高原にはクズルルマック川、イェシルルマック川から灌漑が行われている。高地の牧草地や山には団体旅行客も訪れている。

## 歴史
発掘調査は、チョルム県に旧石器時代、新石器時代と、第四銅器時代に人類が居住していたと見られる。
その後チョルムとその周辺はヒッタイト帝国に支配されていき、ボアズカレにはヒッタイトのアナトリアの歴史の中でも重要な遺跡が残った。ユネスコは紀元前1700年から紀元前1200年までヒッタイト帝国の首都となったハットゥシャを世界遺産に登録している。ヤズルカヤの神殿の遺構、アラジャヒュユックの王家の墓、発掘された書字板などはヒッタイトと古代エジプトの間に交易があったことを物語っている。
この後、時代が変わり、フリギアの時代になるとこの遺跡は破壊された。フリギア人はチョルム北部を占領した。
その後キンメリア、メディア、ペルシャ、ガラティア、ローマ帝国、ビザンチン帝国、セルジューク朝、ダニシュメンド朝、モンゴル、エルテナ君侯国、カドゥ・ブルハネッディン朝、オスマン帝国と多くの国家に占領された。この歴史はこの県にヒッタイトの古代遺跡のように多くの城、橋、モスクなどを残している。

## 下位自治体
- チョルム（Çorum）
- アラジャ（Alaca）
- バヤト（Bayat）
- ボアズカレ（Boğazkale）
- ドドゥルガ（Dodurga）
- イスキリプ（İskilip）
- カルグ（Kargı）
- ラチン（Laçin）
- メジテジュ（Mecitözü）
- オウズラル（Oğuzlar）
- オルタキョイ（Ortaköy）
- オスマンジュク（Osmancık）
- スングルル（Sungurlu）
- ウウルルダー（Uğurludağ）